# 켄터키 옛집
켄터키 옛집(영어: My Old Kentucky Home, 원제 Poor Uncle Tom, Good Night! 또는 My Old Kentucky Home, Good-Night!)은 미국 켄터키주의 주가(州歌)로 1928년 3월 19일 켄터키 주의회에서 제정하였다. 원곡은 1853년 스티븐 포스터가 발표하였다.
원곡은 노예 농장에서 일하는 노예들의 삶을 묘사한 것이다. 노예제 폐지론자인 프레드릭 더글라스는 이 노래가 노예를 동정적 시각으로 그렸다고 믿고 있다.1986년 켄터키 주의회는 원 가사의 "흑인"(darkies)란 표현이 좋지 않다고 보고 "사람"(people)로 개사하였다.
노래의 첫 구절과 후렴구는 매년 켄터키 더비에서 낭송되는 전통이 존재한다.

## 역사
켄터키 옛집이란 곡은 "Poor Uncle Tom, Good Night."란 제목으로 포스터의 노트에 기재되었으며, 1853년 발표되었다.
포스터는 펜실베이니아주, 피츠버그의 그의 집에서 루이지애나주, 뉴올리언스로 가는 도중 그의 사촌이 살고 있는 켄터키주, 바드스타운의 페더럴 힐 맨션에 영감을 받아 곡을 썼다고 알려져 있다. 그러나, 이 여행 중 포스터는 기록 어디에도 켄터키 주에서 머무른 적이 없으며, 가사에서 또한 맨션에 대한 언급이 없이 "작은 오두막집"(little cabin)이란 단어가 적혀 있다. 이에 더해 이 여행은 1852년에 있었던 일로 이미 그가 이 곡을 쓰고 난 후이다. 문서상에서 포스터의 켄터키 여행은 1833년에 있었고, 그는 어머니를 뵙기 위해 켄터키 주의 오거스타와 루이빌을 방문한 적이 있다.
또, 다른 이야기로는 포스터가 헤리엇 비처 스토의 소설 《톰 아저씨의 오두막》을 읽고 여기에 영감을 받아 1851년에 적은 곡이라고도 한다.

## 노랫말
캔터키 옛 집에 햇빛 비치어 여름날 검둥이 시절
저 새는 긴 날을 노래 부를 때 옥수수는 벌써 익었다
마루를 구르며 노는 어린 것 세상을 모르고 노나
어려운 시절이 닥쳐오리니 잘 쉬어라 캔터키 옛 집
잘 쉬어라 쉬어 울지말고 쉬어
그리운 저 캔터키 옛 집 위하여 머나먼 길 노래를 부르네

## 같이 보기
- 켄터키주